# Compiègne (interneringsläger)

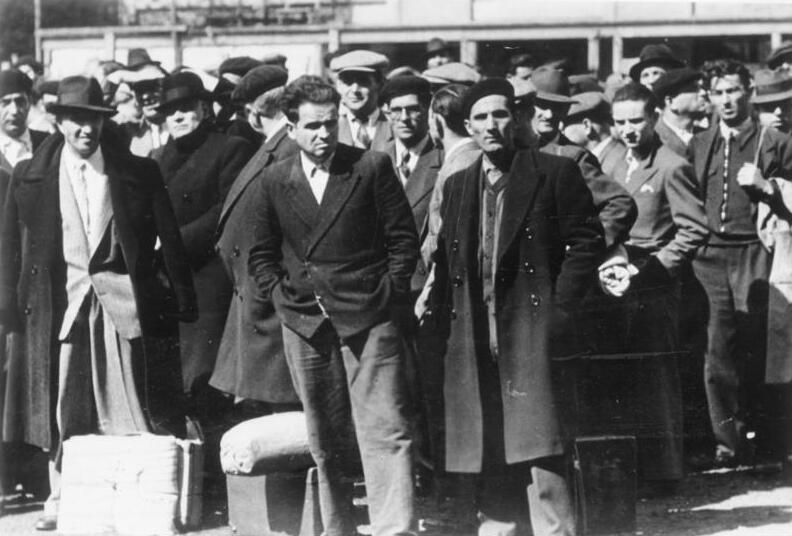
Arresterade judar, Paris augusti 1941

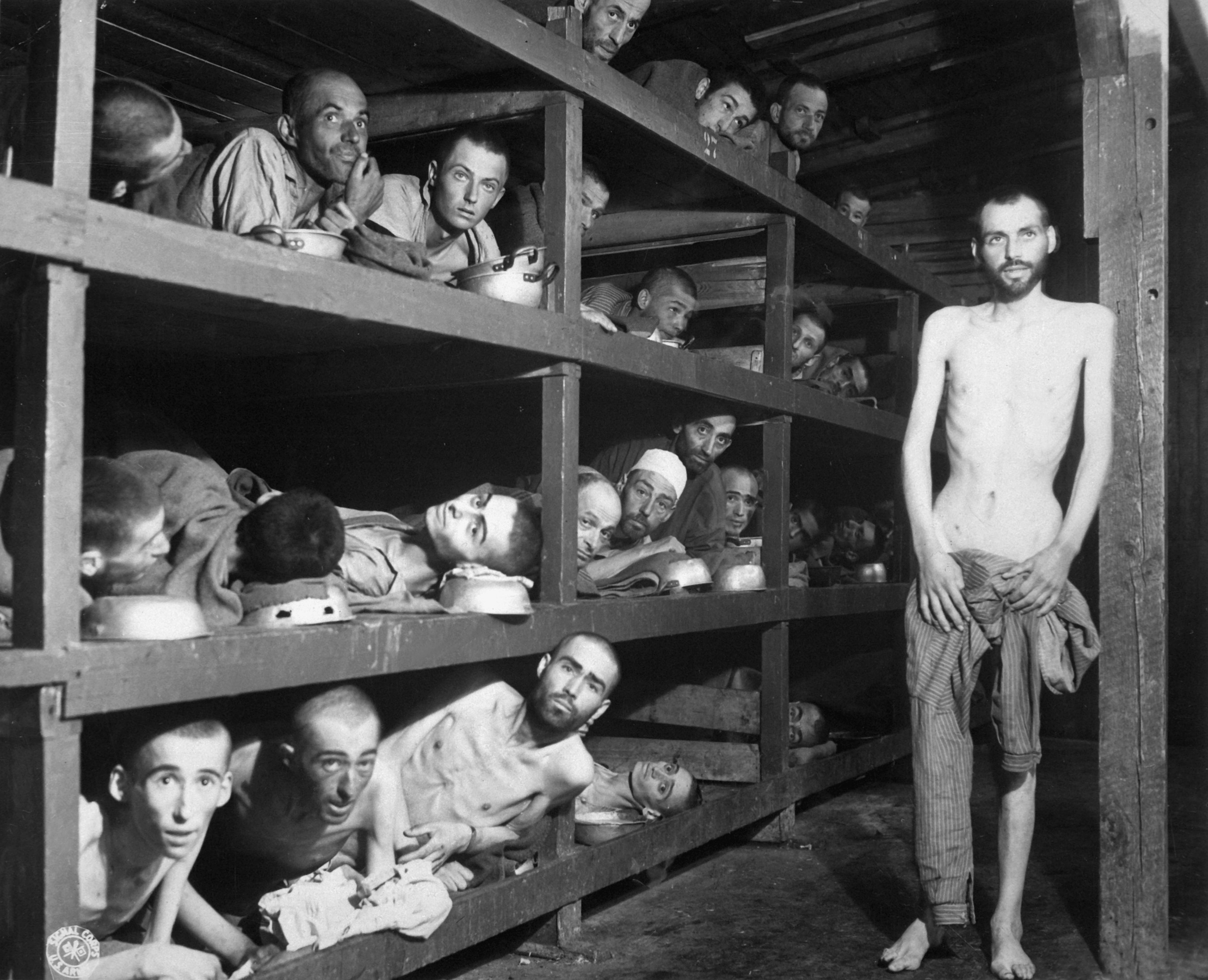
Buchenwald, april 1945

Interneringslägret Compiègne, ibland kallat Royallieu (fr.Camp de Royallieu), låg 75 km norr om Paris. Från början ett provisoriskt militärsjukhus blev det 1941 ett koncentrations- och interneringsläger under Gestapos kontroll.

## Lägret
När andra världskriget utbröt 1939 inrättade fransmännen ett militärsjukhus i några gamla tegelbaracker i Royallieu vid staden Compiègne. Redan ett år senare, efter Frankrikes kapitulation 1940, omvandlades sjukhuset av tyskarna till ett läger för franska och engelska krigsfångar. Under Gestapos kontroll blev det i juni 1941 ”Frontstammlager 122”, ett “permanent koncentrationsläger för aktiva fientliga individer”. Lägret avvecklades i augusti 1944. I februari 2008 invigdes ett minnesmärke vid de byggnader som fortfarande finns kvar.
Den första deportationen av judar och politiska fångar från Frankrike till nazistiska koncentrationsläger skedde från lägret Compiègne. Fredagen den 27 mars 1942 avgick det första tåget – 1 120 judar deporterades till Auschwitz.
Mellan 1942 och 1944 avgick tjugosex större och ett dussin mindre tåg. Över 45 000 personer – motståndsmän, judar, fackföreningsfolk och andra – passerade lägret Compiègne för vidare transport till koncentrations- och förintelseläger i Nazityskland.
“Det tillstånd i vilket dessa människor anlände kan knappast beskrivas. På sommaren 1943 lastades hundratals fransmän ur på stationen i Weimar tillsammans med sina döda. De hade fraktats i boskapsvagnar från Compiègne och var klädda i torftiga underkläder eller var helt nakna. Sedan fick de marschera i flock till Buchenwald (…)” Eugen Kogon i boken  "SS-staten, de tyska koncentrationslägrens system".